# 22-es villamos (München)
A müncheni 22-es jelzésű villamos a Hochschule München és a Karlsplatz (Stachus) között közlekedik, a 20-as villamos kiegészítése céljából, kizárólag egyetemi előadási napokon.

## Útvonala
| Karlsplatz felé                                                                | Hochschule München felé                                                                  |
| ------------------------------------------------------------------------------ | ---------------------------------------------------------------------------------------- |
| Hochschule München - Dachauer Straße - Prielmayerstraße - Karlsplatz (Stachus) | Karlsplatz (Stachus) - Bayerstraße - Bahnhofplatz - Dachauer Straße - Hochschule München |

## Megállóhelyei
Az átszállási kapcsolatok között az azonos útvonalon közlekedő 20-as és a 21-es villamosok nincsenek feltüntetve.

| Menetidő (perc) | Megállóhely                     | Menetidő (perc) | Átszállási kapcsolatok                                    |
| --------------- | ------------------------------- | --------------- | --------------------------------------------------------- |
| 0               | Hochschule München végállomás   | 9               | 153                                                       |
| 1               | Hochschule München (Lothstr.)   | 9               |                                                           |
| 2               | Sandstraße                      | 7               |                                                           |
| 4               | Stiglmaierplatz                 | 6               | ,                                                         |
| 5               | Karlstraße                      | 5               |                                                           |
| 7               | Hauptbahnhof Nord               | 4               | München Hauptbahnhof , Bayerische Oberlandbahn , 58 , 100 |
| ∫               | Hauptbahnhof                    | 2               | München Hauptbahnhof , Bayerische Oberlandbahn , 58 , 100 |
| 9               | Karlsplatz (Stachus) végállomás | 0               | ,                                                         |